# Histiotus montanus
Histiotus montanus là một loài động vật có vú trong họ Dơi muỗi, bộ Dơi. Loài này được Philippi & Landbeck mô tả năm 1861.